# General Osorio (Schiff, 1929)
Die General Osorio der Hamburg-Amerikanischen Packetfahrt-Actien-Gesellschaft (Hapag) war das letzte Schiff, das die Gesellschaft vor dem Zweiten Weltkrieg für ihren Südamerika-(Ostküsten)Dienst bauen ließ. Das dieselgetriebene Passagierschiff musste die Hapag im Zuge der staatlichen Neuordnung der Fahrtgebiete 1936 an die Hamburg-Süd (HSDG) verkaufen.
Nach Kriegsausbruch 1939 befand sich das Schiff in der Heimat und ging in Kiel nach Bombentreffern im April 1945 unter.

## Geschichte
Die Hapag beschaffte ab Mitte der 1920er Jahre eine Vielzahl von Motorschiffen und wurde die Reederei mit der größten Flotte von dieselgetriebenen Schiffen, auch wenn sie innerhalb der Gesamtflotte in der Minderheit blieben. Dazu gehörten auch fünf Passagierschiffe mit der Orinoco und Magdalena für den Mittelamerika-Dienst sowie der St. Louis und Milwaukee für den Nordatlantik-Dienst und zuletzt der General Osorio. Zu diesen motorgetriebenen Passagierschiffen kamen später noch die Caribia und Cordillera sowie die dieselelektrisch angetriebene Patria.

### Einsatz bei der Hapag
Die 11.590 BRT große General Osorio war für den Südamerikadienst der Hapag vorgesehen und benannt nach dem brasilianischen Marschall Manuel Luís Osório, Marquis do Herval (1808–1879). Sie lief am 20. März 1929 beim Bremer Vulkan in Vegesack vom Stapel, der schon die Orinoco und die St. Louis gebaut hatte. Äußerlich war sie eine vergrößerte Ausgabe der Mittelamerika-Schiffe.
Am 26. Juni 1929 verließ sie Hamburg zu ihrer Jungfernfahrt nach Buenos Aires. Sie ersetzte im Südamerikadienst der Hapag das ehemalige Stinnes-Schiff Holm, das zum Jahresende zum Abbruch verkauft wurde. Ab 1930 bediente die General Osorio die Südamerikaroute zusammen mit den vom Nordatlantik abgezogenen, 11.250 BRT großen Schwesterschiffen General San Martin (ex Thuringia) und General Artigas (ex Westphalia), die die Kieler Howaldtswerke 1923 an die Hapag geliefert hatte, sowie den drei Schiffen der Länder-Klasse mit Passagiereinrichtung (Bayern, Württemberg, Baden, 1921/1922 Bremer Vulkan, 9000 BRT) und  anfangs noch den beiden ehemaligen Stinnes-Schiffen General Mitre (ex Artus, 1921 Bremer Vulkan, 9899 BRT, 1931 aufgelegt) und General Belgrano (ex Bahio Castillo, 1913 Reiherstieg-Werft, 10121 BRT, 1932 zum Abbruch verkauft).
Am 8. August 1931 leistete die General Osorio der amerikanischen Western World (13.712 BRT, 1922) der Munson Line erste Hilfe, die nahe Santos bei San Sebastian Island gestrandet war. Sie übernahm von dem amerikanischen Schiff 88 Personen (darunter die 85 Passagiere) und brachte sie nach Rio de Janeiro. Die Western World konnte erst nach vier Wochen abgebracht werden und wurde dann in den USA repariert.

### Einsatz bei der Hamburg-Süd und Endschicksal
Im Zuge der staatlichen Neuordnung der deutschen Reedereien und ihrer Fahrtgebiete musste die Hapag den Südamerika-Dienst aufgeben und ihre auf der Route eingesetzten Schiffe an die Hamburg-Süd abgeben. So wurde die General Osorio im November 1934 an diese erst verchartert und dann am 30. Juni 1936 mit 14 anderen Schiffen verkauft. Sie behielt ihren Namen, erhielt aber neue, höhere Schornsteine.
Bei der neuen Gesellschaft galt sie als deren zweitbestes Passagierschiff. So wurde sie 1938 wegen des starken Andrangs zusätzlich zum Flaggschiff Cap Arcona zur üblichen Sommerkreuzfahrt eingesetzt, die von der Hamburg-Süd regelmäßig im Sommer für Fahrgäste aus Argentinien und Uruguay von den La Plata-Häfen nach Rio de Janeiro, Santos und zurück durchgeführt wurde.
Als der Krieg 1939 ausbrach, befand sich die General Osorio in der Heimat.
Im April 1940 wurde das Schiff von der Kriegsmarine als Wohnschiff in Kiel in  Besitz genommen. Zeitweise wurde es auch als Zielschiff genutzt. Am 24. Juli 1944 erlitt die General Osorio in Kiel einen Bombentreffer, brannte teilweise aus und sank mit dem Achterschiff. Im Oktober wurde sie wieder schwimmfähig gemacht, und eine provisorische Reparatur wurde begonnen. Am 9. April 1945 erlitt sie bei einem erneuten alliierten Luftangriff wieder Bombentreffer und sank.
Im Zuge der Räumung des Kieler Hafens von Wracks wurde sie 1947 gehoben und im August nach Inverkeithing geschleppt, wo sie verschrottet wurde.